# Baloncesto en los Juegos del Pacífico 2019
El Baloncesto en los Juegos del Pacífico 2019 se llevó a cabo del 8 al 16 de julio en el Falaeta Sporting Complex de Apia, Samoa.

## Clasificación
Por primera vez en la historia de los Juegos del Pacífico los participantes tuvieron que salir de una ronda de clasificación dividida en Polinesia, Melanesia y Micronesia, de donde saldrían los ocho participantes en la rama masculina y femenina.

## Participantes
Diez países lograron la clasificación al torneo:
| - Samoa Americana (12) - Islas Cook (12) - Fiyi (24) - Guam (24) - Nueva Caledonia (24) | - Papúa Nueva Guinea (24) - Samoa (24) - Islas Salomón (12) - Polinesia Francesa (24) - Tonga (12) |

## Resultados
| Evento    | Oro | Plata | Bronce |
| --------- | --- | --- | --- |
| Masculino | Guam Tomas Calvo Earvin Jose Willie Stinnett III Billy Belger III JP Cruz Mekeli Wesley Daren Hechanova Ben Borja II Russell Wesley Takumi Simon Tai Wesley Jonathan Galloway                                              | Polinesia Francesa Heimoana Teamotuaitau Ariirimarau Meuel Teva Lextreyt Landry Liu Haunui Apeang Tevae Teihotu Jacky Leau Kang Mui Derrick Scott Michel Audouin Vairupe Perez Raimoana Tinirauarii Reihiti Sommers | Fiyi Marques Whippy Filimone Waqabaca Isireli Vuetibau Orisi Naivalurua Conrad Fox Leonard Whippy Joshua Fox Henry Tabuduka Joshua Motufaga Mataika Koyamainavure Marika Binatagi Iliesa Salauca |
| Femenino  | Samoa Americana Mahina Hannemann-Gago Malia Nawahine Sarah Toeaina Natallia Cravens Meghan Peneueta Makenna Peneueta Leah Salonoa Joeseta Fatuesi Katherine Peneueta Lahni Salanoa Valerie Nawahine Tanuvasa Jazmine Davis | Fiyi Letava Whippy Kayla Mendez Tiyana Kainamoli Val Nainima Lini Katia Mili Koyamainavure Nowa Naivalurua Estelle Kainamoli Kalesi Tawake Vilisi Tavui Moana Liebregts                                             | Samoa Fialauia Hunt Oriana-Rose Siamoa Juanita-Anne Wright Kalista Niu Cherish Manumaleuga Sommer Motufoua Malama Leaupepe Sweetie Hicks Zhanay Hettig Utu Vaimauga Theresa Vaoliko Aufui Sau    |

## Medallero
| # | País               | Medalla de oro | Medalla de plata | Medalla de bronce | Total |
| - | ------------------ | -------------- | ---------------- | ----------------- | ----- |
| 1 | Samoa Americana    | 1              | 0                | 0                 | 1     |
| 1 | Guam               | 1              | 0                | 0                 | 1     |
| 3 | Fiyi               | 0              | 1                | 1                 | 2     |
| 4 | Polinesia Francesa | 0              | 1                | 0                 | 1     |
| 5 | Samoa              | 0              | 0                | 1                 | 1     |